# Next Generation Adelaide International 2007
Die AAPT Championships 2007 waren ein Tennisturnier, welches vom 1. bis 7. Januar 2007 in Adelaide stattfand. Es war Teil der ATP Tour 2007 und wurde im Freien auf Hartplatz ausgetragen. In derselben Woche fanden die Qatar Open in Doha und die Chennai Open in Chennai statt, die wie das Turnier in Adelaide zur International Series gehörten.
Das Turnier wurde mit einer Gruppenphase von jeweils drei Spielern gespielt. Die acht Gruppensieger erreichten die K.-o.-Runde. Titelverteidiger im Einzel war der Franzose Florent Serra, der in diesem Jahr als Letzter der Gruppenphase ausschied. Zwei Gesetzte schafften den Sprung in die K.-o.-Runde. Richard Gasquet schied dort in seiner Partie gegen Chris Guccione aus, der im Finale gegen den Setzlistenersten Novak Đoković verlor. Đoković hatte alle seine Matches glatt gewonnen, nur im Finale gab er einen Satz ab. Für ihn war es der erste Titel der Saison und der dritte seiner Karriere.
Im Doppel traten die Titelverteidiger, die Israelis Jonathan Erlich und Andy Ram, erneut zusammen an und schieden als Setzlistenerste zum Auftakt aus. Ihre Gegner Wesley Moodie und Todd Perry erreichten ohne Satzverlust das Finale, wo sie Đoković und Radek Štěpánek im Match-Tie-Break besiegten. Sie gewannen ihren ersten gemeinsamen Titel. Für Moodie war es der zweite Titel der Karriere, Perry war das fünfte Mal erfolgreich.
Das Teilnehmerfeld der Einzelkonkurrenz bestand aus 24 Spielern, die in einer Vorrunde in acht Gruppen à drei Spieler nach einem Round-Robin-System gegeneinander antraten. Die Gruppenersten kamen in die Finalrunde weiter, wo im K.-o.-System der Turniersieger ermittelt wurde. Das Turnier war eins von fünf Turnieren auf der ATP Tour, die neben dem Tennis Masters Cup 2007 in einem System mit vorausgehender Gruppenphase durchgeführt wurden. Im Doppel, das aus 16 Paarungen bestand, wurde ein übliches K.-o.-System genutzt. Das Gesamtpreisgeld betrug 411.000 US-Dollar; die gesamten finanziellen Verbindlichkeiten lagen bei 436.000 US-Dollar.

## Einzel

### Setzliste
| Nr. | Spieler         | Erreichte Runde |
| --- | --------------- | --------------- |
| 01. | Novak Đoković   | Sieg            |
| 02. | Richard Gasquet | Viertelfinale   |
| 03. | Radek Štěpánek  | Gruppenphase    |
| 04. | Lleyton Hewitt  | Gruppenphase    |

| Nr. | Spieler            | Erreichte Runde |
| --- | ------------------ | --------------- |
| 05. | Dominik Hrbatý     | Gruppenphase    |
| 06. | Arnaud Clément     | Gruppenphase    |
| 07. | Gilles Simon       | Gruppenphase    |
| 08. | Paul-Henri Mathieu | Gruppenphase    |

Zeichenerklärung
- Q = Qualifikant
- WC = Wildcard
- LL = Lucky Loser
- ITF = qualifiziert über ITF-Ranking
- ALT = alternate (Ersatz)
- PR = Protected Ranking
- SE = Special Exempt
- r = retired (Aufgabe)
- d = Disqualifikation
- w.o. = walkover
- [ ] = Match-Tie-Break

### Ergebnisse

#### Round Robin

##### Gruppe 1
| Sieger            | Verlierer  | Ergebnis |
| ----------------- | ---------- | -------- |
| Novak Đoković [1] | Jan Hájek  | 6:0, 6:1 |
| Novak Đoković [1] | Alun Jones | 6:1, 6:2 |
| Alun Jones        | Jan Hájek  | 6:3, 6:2 |

| Rang | Spieler           | Match-Siege | Sätze gewonnen | Spiele gewonnen |
| ---- | ----------------- | ----------- | -------------- | --------------- |
| 1.   | Novak Đoković [1] | 2           | 100,0 %        | 85,7 %          |
| 2    | Alun Jones        | 1           | 50,0 %         | 46,9 %          |
| 3    | Jan Hájek         | 0           | 0,0 %          | 20,0 %          |

##### Gruppe 2
| Sieger         | Verlierer          | Ergebnis  |
| -------------- | ------------------ | --------- |
| Paul Goldstein | Dominik Hrbatý [5] | 6:2, 7:64 |
| Peter Luczak   | Dominik Hrbatý [5] | 7:67, 6:3 |
| Paul Goldstein | Peter Luczak       | 7:68, 6:1 |

| Rang | Spieler            | Match-Siege | Sätze gewonnen | Spiele gewonnen |
| ---- | ------------------ | ----------- | -------------- | --------------- |
| 1.   | Paul Goldstein     | 2           | 100,0 %        | 63,4 %          |
| 2    | Peter Luczak       | 1           | 50,0 %         | 47,6 %          |
| 3    | Dominik Hrbatý [5] | 0           | 0,0 %          | 39,5 %          |

##### Gruppe 3
| Sieger         | Verlierer        | Ergebnis      |
| -------------- | ---------------- | ------------- |
| Vincent Spadea | Radek Štěpánek   | 6:4, 6:4      |
| Radek Štěpánek | Jewgeni Koroljow | 4:6, 6:2, 6:2 |
| Vincent Spadea | Jewgeni Koroljow | 6:1, 7:66     |

| Rang | Spieler            | Match-Siege | Sätze gewonnen | Spiele gewonnen |
| ---- | ------------------ | ----------- | -------------- | --------------- |
| 1.   | Vincent Spadea     | 2           | 100,0 %        | 62,5 %          |
| 2.   | Radek Štěpánek [3] | 1           | 40,0 %         | 52,2 %          |
| 3.   | Jewgeni Koroljow   | 0           | 20,0 %         | 37,0 %          |

##### Gruppe 4
| Sieger            | Verlierer         | Ergebnis             |
| ----------------- | ----------------- | -------------------- |
| Gilles Simon [7]  | Florent Serra     | 6:4, 5:7, 1:1 aufgg. |
| Joachim Johansson | Gilles Simon [7]  | 6:4, 7:5             |
| Florent Serra     | Joachim Johansson | 2:6, 6:3, 6:4        |

| Rang | Spieler           | Match-Siege | Sätze gewonnen | Spiele gewonnen |
| ---- | ----------------- | ----------- | -------------- | --------------- |
| 1.   | Joachim Johansson | 1           | 60,0 %         | 53,1 %          |
| 2    | Gilles Simon [7]  | 1           | 50,0 %         | 40,9 %          |
| 3    | Florent Serra     | 1           | 40,0 %         | 51,9 %          |

##### Gruppe 5
| Sieger                 | Verlierer              | Ergebnis       |
| ---------------------- | ---------------------- | -------------- |
| Paul-Henri Mathieu [8] | Jan Hernych            | 4:6, 6:3, 6:3  |
| Juan Martín del Potro  | Paul-Henri Mathieu [8] | 7:63, 0:6, 6:3 |
| Juan Martín del Potro  | Jan Hernych            | 6:2, 6:4       |

| Rang | Spieler                | Match-Siege | Sätze gewonnen | Spiele gewonnen |
| ---- | ---------------------- | ----------- | -------------- | --------------- |
| 1    | Juan Martín del Potro  | 2           | 80,0 %         | 54,3 %          |
| 2    | Paul-Henri Mathieu [8] | 1           | 50,0 %         | 40,9 %          |
| 3    | Jan Hernych            | 0           | 0,0 %          | 0,0 %           |

##### Gruppe 6
| Sieger             | Verlierer                | Ergebnis        |
| ------------------ | ------------------------ | --------------- |
| Lleyton Hewitt [4] | Janko Tipsarević         | 6:1, 4:2 aufgg. |
| Igor Kunizyn       | Lleyton Hewitt [4]       | 4:6, 7:64, 6:4  |
| Igor Kunizyn       | Martín Vassallo Argüello | 4:6, 2:6        |

| Rang | Spieler                  | Match-Siege | Sätze gewonnen | Spiele gewonnen |
| ---- | ------------------------ | ----------- | -------------- | --------------- |
| 1    | Igor Kunizyn             | 2           | 80,0 %         | 59,2 %          |
| 2    | Lleyton Hewitt [4]       | 1           | 60,0 %         | 48,5 %          |
| 3    | Martín Vassallo Argüello | 0           | 0,0 %          | 33,3 %          |

##### Gruppe 7
| Sieger             | Verlierer          | Ergebnis   |
| ------------------ | ------------------ | ---------- |
| Arnaud Clément [2] | Benjamin Becker    | 7:5, 6:1   |
| Chris Guccione     | Arnaud Clément [6] | 7:64, 7:65 |
| Chris Guccione     | Benjamin Becker    | 7:5, 6:3   |

| Rang | Spieler            | Match-Siege | Sätze gewonnen | Spiele gewonnen |
| ---- | ------------------ | ----------- | -------------- | --------------- |
| 1    | Chris Guccione     | 2           | 100,0 %        | 68,4 %          |
| 2    | Arnaud Clément [6] | 1           | 50,0 %         | 61,9 %          |
| 3    | Benjamin Becker    | 0           | 0,0 %          | 35,9 %          |

##### Gruppe 8
| Sieger              | Verlierer      | Ergebnis      |
| ------------------- | -------------- | ------------- |
| Richard Gasquet [2] | Florian Mayer  | 6:2, 6:1      |
| Richard Gasquet [2] | Frank Dancevic | 7:5, 5:7, 6:3 |
| Florian Mayer       | Frank Dancevic | 6:4, 6:4      |

| Rang | Spieler             | Match-Siege | Sätze gewonnen | Spiele gewonnen |
| ---- | ------------------- | ----------- | -------------- | --------------- |
| 1    | Richard Gasquet [2] | 2           | 80,0 %         | 62,5 %          |
| 2    | Florian Mayer       | 1           | 50,0 %         | 42,9 %          |
| 3    | Frank Dancevic      | 0           | 20,0 %         | 43,4 %          |

#### Finalrunde
|  | Viertelfinale | Viertelfinale   | Viertelfinale | Viertelfinale | Viertelfinale   |    |             | Halbfinale | Halbfinale | Halbfinale | Halbfinale | Halbfinale |  |  | Finale | Finale | Finale | Finale | Finale |
|  |               |                 |               |               |                 |    |             |            |            |            |            |            |  |  |        |        |        |        |        |
|  | 1             | N. Đoković      | 6             | 7             |                 |    |             |            |            |            |            |            |  |  |        |        |        |        |        |
|  |               | P. Goldstein    | 4             | 5             |                 |    |             |            |            |            |            |            |  |  |        |        |        |        |        |
|  | 1             | P. Goldstein    | 4             | 5             | N. Đoković      | 6  | 6           |            |            |            |            |            |  |  |        |        |        |        |        |
|  | 1             |                 |               |               |                 |    | 6           |            |            |            |            |            |  |  |        |        |        |        |        |
|  |               |                 | J. Johansson  | 3             | 2               |    |             |            |            |            |            |            |  |  |        |        |        |        |        |
|  |               | V. Spadea       | J. Johansson  | 3             | 2               | 67 | 3           |            |            |            |            |            |  |  |        |        |        |        |        |
|  |               |                 |               |               |                 | 67 | 3           |            |            |            |            |            |  |  |        |        |        |        |        |
|  |               | J. Johansson    | 7             | 6             |                 |    |             |            |            |            |            |            |  |  |        |        |        |        |        |
|  |               |                 |               |               |                 |    | 1           | N. Đoković | 6          | 6          | 6          |            |  |  |        |        |        |        |        |
|  |               |                 | Guccione      | 3             | 7               | 4  |             |            |            |            |            |            |  |  |        |        |        |        |        |
|  |               | J. M. del Potro | 6             | 6             |                 |    |             |            |            |            |            |            |  |  |        |        |        |        |        |
|  |               | I. Kunizyn      | 2             | 0             |                 |    |             |            |            |            |            |            |  |  |        |        |        |        |        |
|  |               | I. Kunizyn      | 2             | 0             | J. M. del Potro | 7  | 3           | 5          |            |            |            |            |  |  |        |        |        |        |        |
|  |               |                 |               |               |                 | 7  | 3           | 5          |            |            |            |            |  |  |        |        |        |        |        |
|  |               | WC              | C. Guccione   | 5             | 6               | 7  |             |            |            |            |            |            |  |  |        |        |        |        |        |
|  | WC            | WC              | C. Guccione   | 5             | 6               | 7  | C. Guccione | 1          | 6          | 7          |            |            |  |  |        |        |        |        |        |
|  | WC            |                 |               |               |                 |    | C. Guccione | 1          | 6          | 7          |            |            |  |  |        |        |        |        |        |
|  | 2             | R. Gasquet      | 6             | 3             | 64              |    |             |            |            |            |            |            |  |  |        |        |        |        |        |

## Doppel

### Setzliste
| Nr. | Paarung                      | Erreichte Runde |
| --- | ---------------------------- | --------------- |
| 01. | Jonathan Erlich Andy Ram     | 1. Runde        |
| 02. | Lukáš Dlouhý Pavel Vízner    | Viertelfinale   |
| 03. | Simon Aspelin Chris Haggard  | 1. Runde        |
| 04. | Ashley Fisher Tripp Phillips | Viertelfinale   |

Zeichenerklärung
- Q = Qualifikant
- WC = Wildcard
- LL = Lucky Loser
- ITF = qualifiziert über ITF-Ranking
- ALT = alternate (Ersatz)
- PR = Protected Ranking
- SE = Special Exempt
- r = retired (Aufgabe)
- d = Disqualifikation
- w.o. = walkover
- [ ] = Match-Tie-Break

### Ergebnisse
|  | Erste Runde | Erste Runde                 | Erste Runde | Erste Runde | Erste Runde |  |  | Viertelfinale | Viertelfinale           | Viertelfinale | Viertelfinale | Viertelfinale |  |  | Halbfinale              | Halbfinale | Halbfinale | Halbfinale | Halbfinale |  |  | Finale | Finale | Finale | Finale | Finale |
|  |             |                             |             |             |             |  |  |               |                         |               |               |               |  |  |                         |            |            |            |            |  |  |        |        |        |        |        |
|  | 1           | J. Erlich A. Ram            | 4           | 3           |             |  |  |               |                         |               |               |               |  |  |                         |            |            |            |            |  |  |        |        |        |        |        |
|  |             | W. Moodie T. Perry          | 6           | 6           |             |  |  |               | W. Moodie T. Perry      | 6             | 6             |               |  |  |                         |            |            |            |            |  |  |        |        |        |        |        |
|  | WC          | W. Arthurs C. Guccione      | 6           | 2           |             |  |  | WC            | W. Arthurs C. Guccione  | 4             | 4             |               |  |  |                         |            |            |            |            |  |  |        |        |        |        |        |
|  |             | D. Hrbatý J. Hájek          | 2           | 6           | [r]         |  |  |               |                         |               |               |               |  |  | W. Moodie T. Perry      | 6          | 7          |            |            |  |  |        |        |        |        |        |
|  | 4           | A. Fisher T. Phillips       | 7           | 6           |             |  |  |               |                         |               |               |               |  |  | Y. Allegro R. Lindstedt | 0          | 5          |            |            |  |  |        |        |        |        |        |
|  |             | P.-H. Mathieu J. Tipsarević | 63          | 0           |             |  |  | 4             | A. Fisher T. Phillips   | 4             | 63            |               |  |  |                         |            |            |            |            |  |  |        |        |        |        |        |
|  |             | B. Becker J. Hernych        | 6           | 65          | [7]         |  |  |               | Y. Allegro R. Lindstedt | 6             | 7             |               |  |  |                         |            |            |            |            |  |  |        |        |        |        |        |
|  |             | Y. Allegro R. Lindstedt     | 3           | 7           | [10]        |  |  |               |                         |               |               |               |  |  | W. Moodie T. Perry      | 6          | 3          | [15]       |            |  |  |        |        |        |        |        |
|  |             | P. Goldstein J. Thomas      | 6           | 6           |             |  |  |               |                         |               |               |               |  |  | N. Đoković R. Štěpánek  | 4          | 6          | [13]       |            |  |  |        |        |        |        |        |
|  | WC          | N. Healey R. Smeets         | 2           | 4           |             |  |  |               | P. Goldstein J. Thomas  | 3             | 3             |               |  |  |                         |            |            |            |            |  |  |        |        |        |        |        |
|  |             | A. Clément R. Gasquet       | 6           | 6           |             |  |  |               | A. Clément R. Gasquet   | 6             | 6             |               |  |  |                         |            |            |            |            |  |  |        |        |        |        |        |
|  | 3           | S. Aspelin C. Haggard       | 1           | 2           |             |  |  |               |                         |               |               |               |  |  | A. Clément R. Gasquet   | 5          | 6          | [9]        |            |  |  |        |        |        |        |        |
|  |             | F. Serra G. Simon           | 4           | 4           |             |  |  |               |                         |               |               |               |  |  | N. Đoković R. Štěpánek  | 7          | 3          | [11]       |            |  |  |        |        |        |        |        |
|  |             | N. Đoković R. Štěpánek      | 6           | 6           |             |  |  |               | N. Đoković R. Štěpánek  | 6             | 6             |               |  |  |                         |            |            |            |            |  |  |        |        |        |        |        |
|  |             | P. Hanley L. Hewitt         | 2           | 65          |             |  |  | 2             | L. Dlouhý P. Vízner     | 2             | 2             |               |  |  |                         |            |            |            |            |  |  |        |        |        |        |        |
|  | 2           | L. Dlouhý P. Vízner         | 6           | 7           |             |  |  |               |                         |               |               |               |  |  |                         |            |            |            |            |  |  |        |        |        |        |        |